# オドリコテンナンショウ
オドリコテンナンショウ（踊子天南星、学名:Arisaema aprile）は、サトイモ科テンナンショウ属の多年草。
小型の株は雄花序をつけ、同一のものが大型になると雌花序をつける雌雄偽異株で、雄株から雌株に完全に性転換する。

## 特徴
植物体の高さは15-30cmになり、大きいものは40cmになる。葉はふつう2個で同じ大きさ、ときに1個のことがある。葉柄と偽茎部はほぼ同じ長さになり、ふつう緑色。偽茎部の葉柄基部の開口部が襟状に開出する。葉身は鳥足状にふつう5小葉に分裂し、小葉間の葉軸はあまり発達しない。小葉は楕円形から広楕円形で、葉先と基部はしだいに細まり、縁はときに不規則な粗い鋸歯があり、中脈に沿って白斑が生じることがある。
花期は、4-5月、葉より先に花序が伸びて展開する。花序柄は花時には葉柄とほぼ同じ長さになる。仏炎苞は緑色で、白色の条は目立たず、縁が紫色がかることがある。仏炎苞の口辺部はやや開出し、舷部は長卵形になり、先は次第に細まりとがる。花序付属体は柄があり、淡い色で棒状になり、先端がふくらむことはない。1つの子房に6-9個の胚珠がある。果実は秋遅くに赤く熟す。染色体数は2n=28。

## 分布と生育環境
日本固有種。本州の 静岡県、山梨県、神奈川県に分布し、ブナ帯林下に生育する。

## 名前の由来
和名オドリコテンナンショウは、「踊子天南星」の意。タイプ標本の採集地は静岡県田方郡天城湯ケ島町（現、伊豆市）の天城峠で、邑田仁 (1983 )による命名。邑田は「和名は、本種が伊豆半島の、天城山より北側に分布することにより、『伊豆の踊子』にちなんでつけた」と述べている。
種小名（種形容語）aprile は、ラテン語で「4月の」の意味。

## 種の保全状況評価
絶滅危惧IA類 (CR)（環境省レッドリスト）
（2019年、環境省）

- 静岡県（2020年）絶滅危惧種IA類(CR) [8]

2018年2月には、絶滅のおそれのある野生動植物の種の保存に関する法律（平成4年法律第75号）による国内希少野生動植物種に指定された。環境大臣の許可を受けて学術研究等の目的で採取等をしようとする場合以外は、採取、損傷等は禁止されている。併せて、商業的に個体の繁殖をさせることができる特定第一種国内希少野生動植物種に指定された。

## ギャラリー

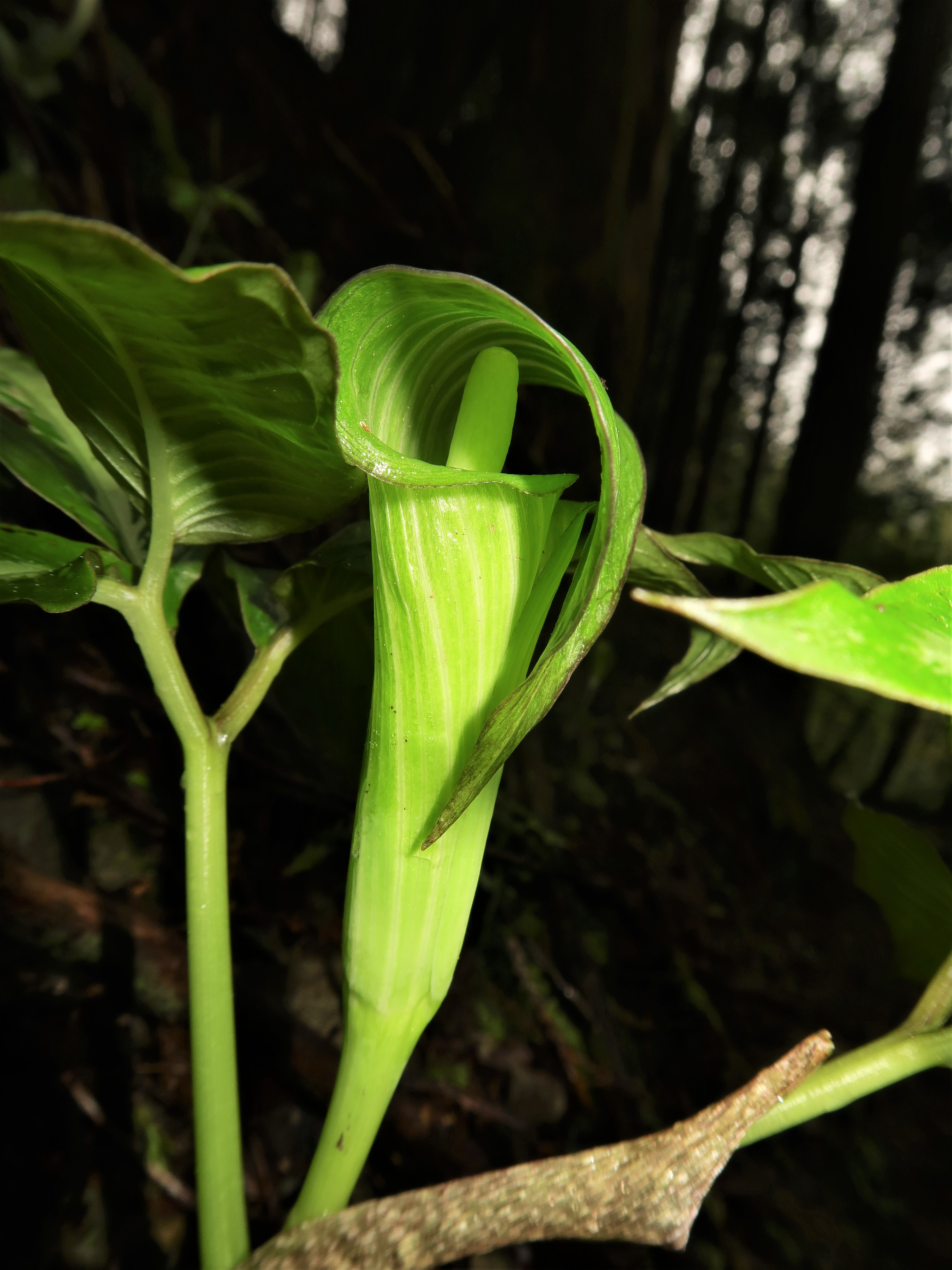
仏炎苞は緑色で、白色の条は目立たず、縁が紫色ががることがある。
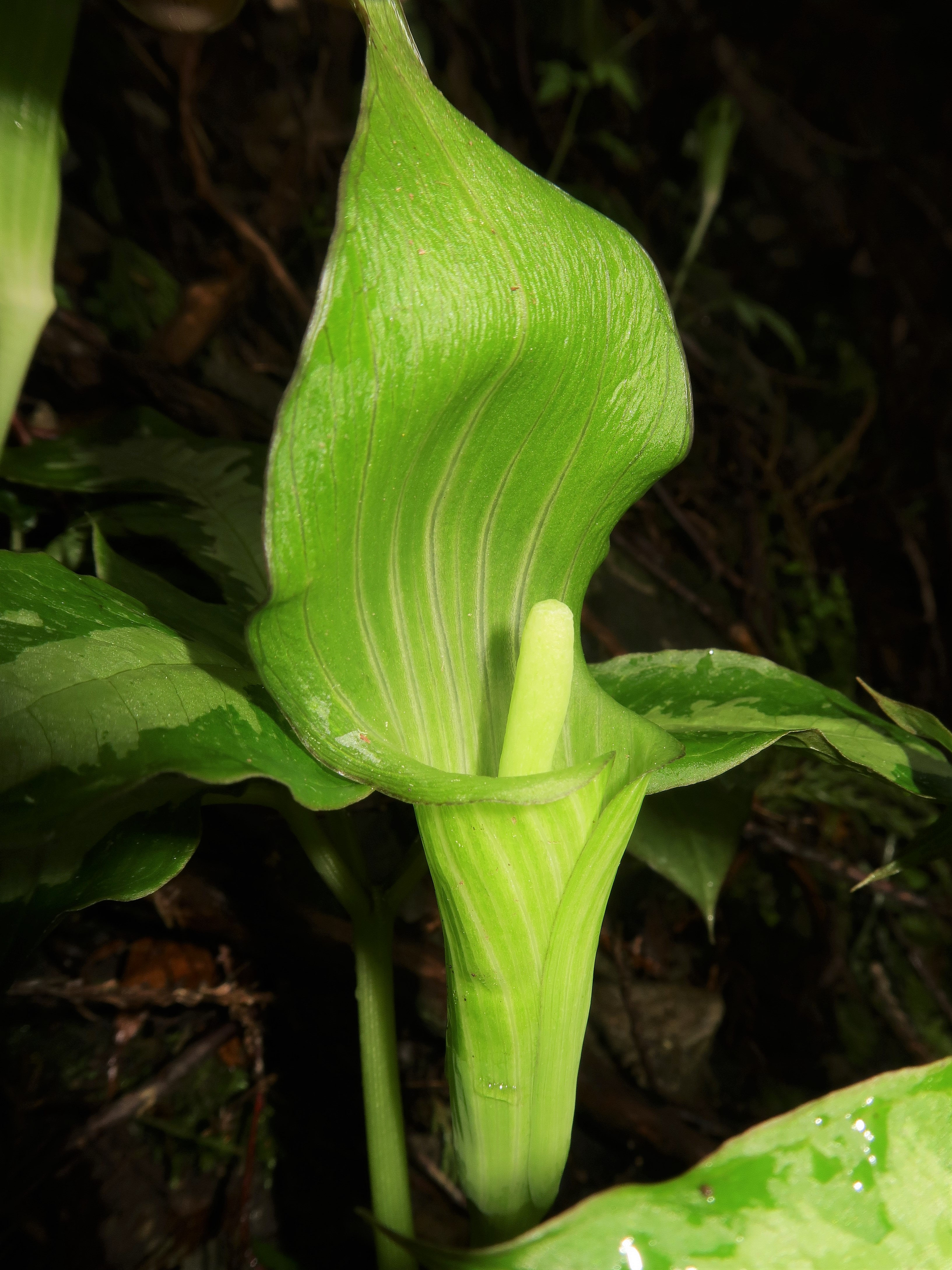
仏炎苞の口辺部はやや開出し、舷部は長卵形になり、先は次第に細まりとがる。花序付属体は柄があり、淡い色で棒状になり、先端がふくらむことはない。
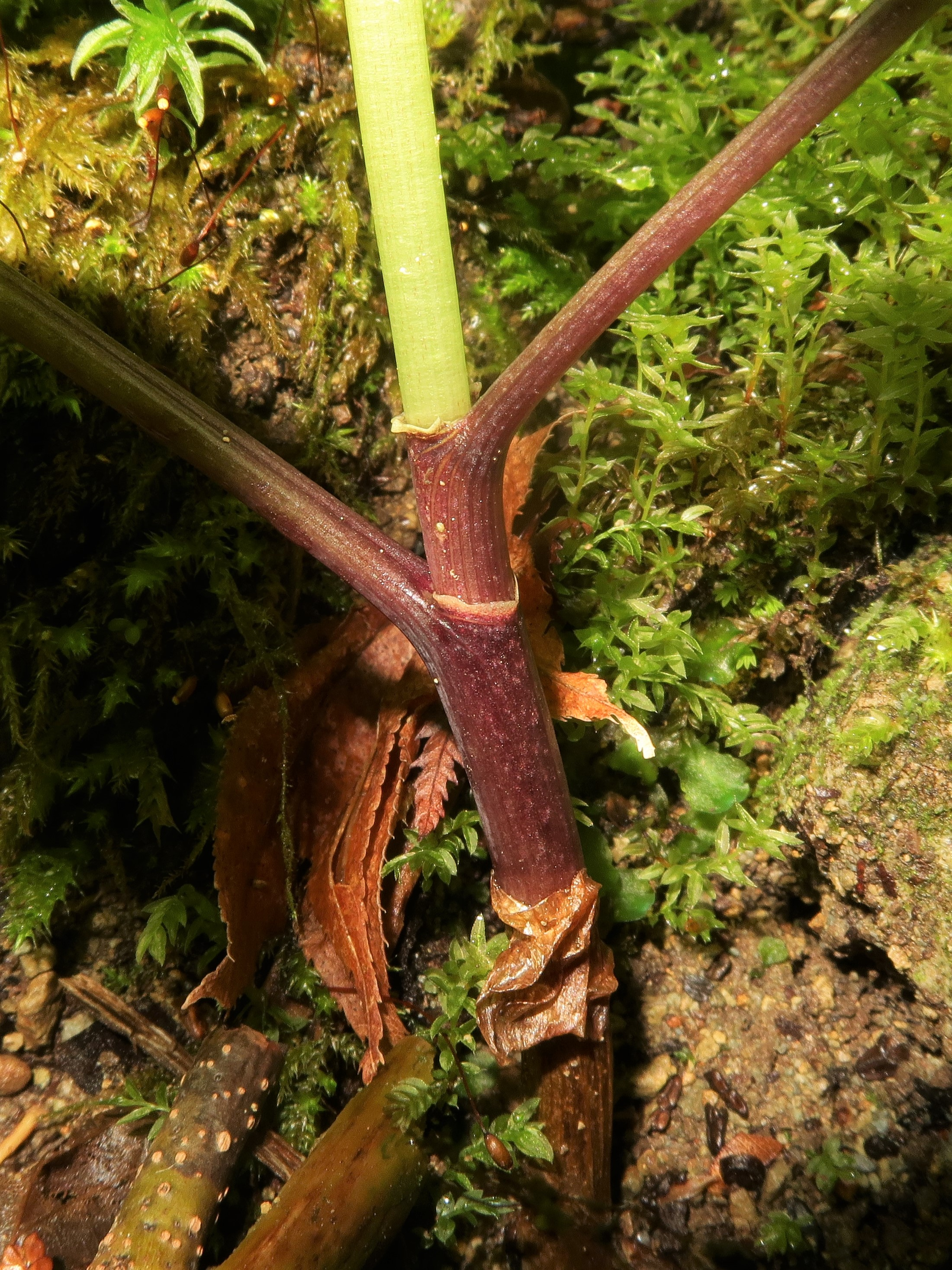
偽茎部の葉柄基部の開口部が襟状に開出する。
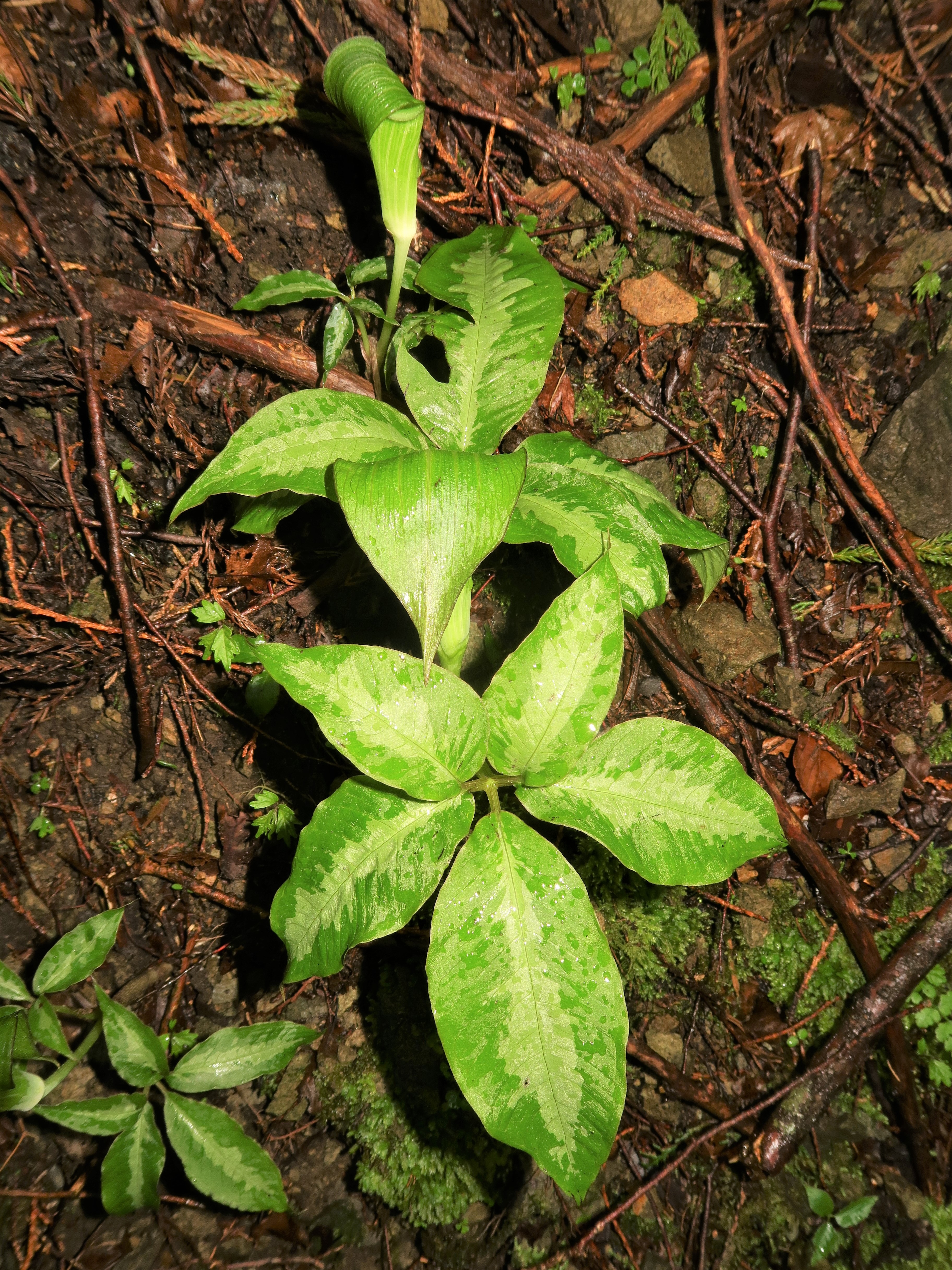
葉はふつう2個で同じ大きさ。葉身は鳥足状にふつう5小葉に分裂し、小葉間の葉軸はあまり発達しない。中脈に沿って白斑が生じることがある。
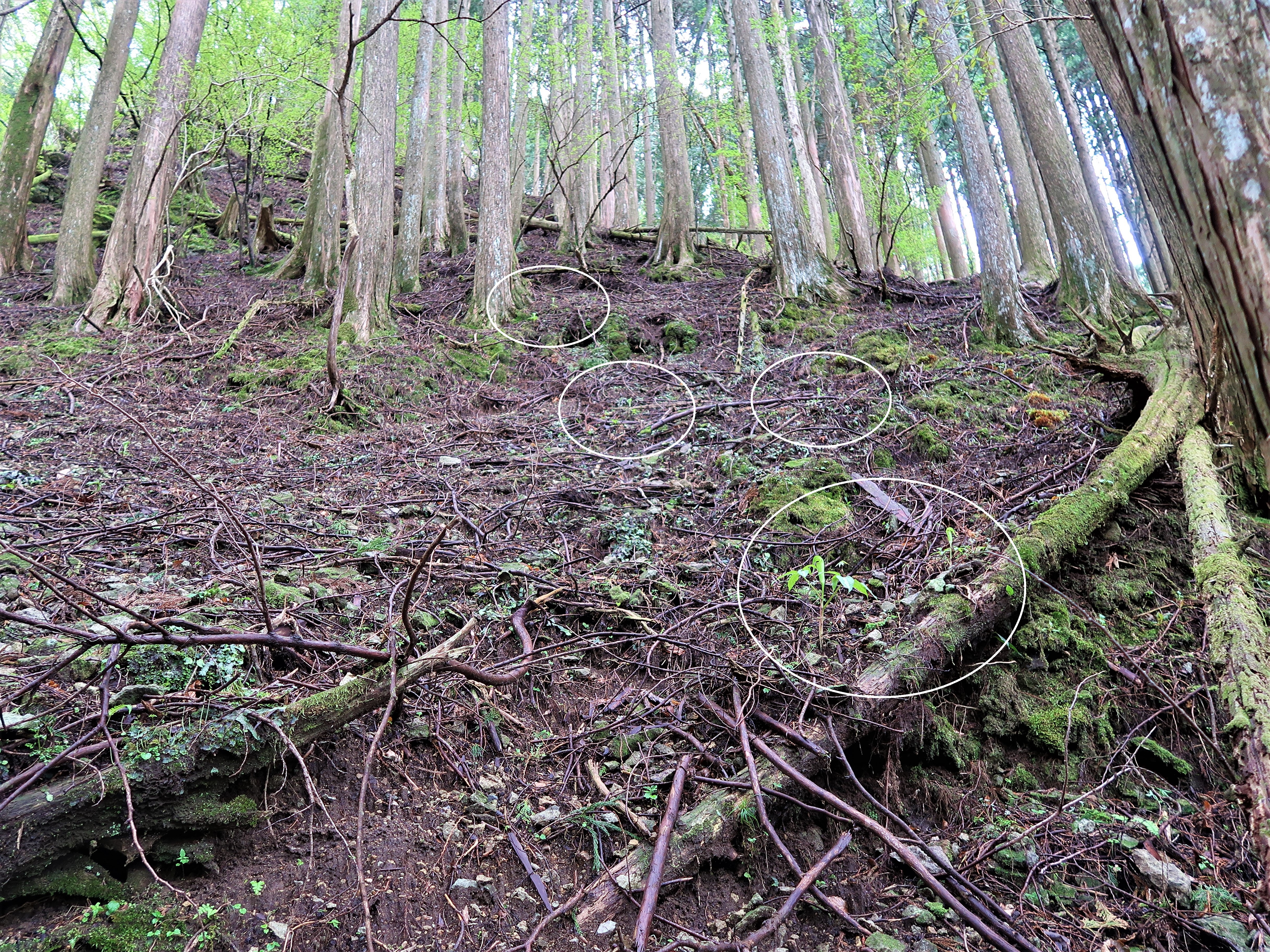
生育環境。急斜面の明るい環境に点々と見られた。

## 分類
本種は、ユモトマムシグサ Arisaema nikoense Nakai subsp. nikoense (1929)によく似ている。本種の新種発表前はユモトマムシグサと混同され、平凡社旧刊『日本の野生植物 草本I』の初版には、ユモトマムシグサとして本種の写真が掲載されていた。
ユモトマムシグサとの違いは、同種は、偽茎部の葉柄基部の開口部が襟状に広がらず、偽茎部をぴったりと囲むのに対し、本種は、偽茎部の葉柄基部の開口部が襟状に開出すること、果実の熟期が12月頃ときわめて遅いこと等で区別される。